# سقالة المرسى
سقالة الميناء أو سقالة المرسى هي ثكنة عسكرية قديمة تقع في ميناء مدينة الصويرة المغربية، بنيت إبان القرن الثامن عشر كأحد التحصينات الدفاعية الرئيسية لإيواء العساكر والذخيرة وتلقي إمدادات المياه بهدف حماية الميناء من الهجمات البحرية المحتملة.
تم تصنيفها كمعلم تاريخي بموجب ظهير مغربي بتاريخ 30 أغسطس 1924.

## نبذة تاريخية
تم بناء سقالة الميناء عام 1769 بأمر من السلطان العلوي محمد الثالث بن عبد الله. خلفت السقالة مكان قلعة كاستيلو ريال التي دُمرت واستخدمت أحجارها من أجل بناء ميناء الصويرة وأسوارها وسقالة الميناء.
كان للسقالة دور بارز في الدفاع عن المدينة خلال قصف مدينة موغادور الذي شنته فرنسا على المغرب خلال الحرب الفرنسية المغربية عام 1844 إثر تراجع قائد المقاومة الجزائرية الأمير عبد القادر إلى المغرب إثر ضم فرنسا للعديد من المناطق المؤيدة له.

## الهندسة المعمارية
بنيت سقالة المرسى على الطراز الكلاسيكي الجديد للمباني العسكرية الأوروبية خاصة ما تميز به ملك البرتغال مانويل الأول، وتتكون من جناحين محصنين بطول 200 متر يتقاطعان بزوايا قائمة، متصلين بباب المرسى المطل على الوسط السقالة وحوض الإرساء وبرج البرميل المواجه للأرخبيل المهيمن على واجهة المرسى.
وتتجلى وظيفة الصقالة الرئيسية في الدفاع عن الميناء لذلك تم تجهيزها في تلك الحقبة بمجموعة من المدافع العسكرية البرونزية الإسبانية والهولندية الصنع، حيث جاء النحاس المستخدم في صنعها من المكسيك والبيرو كما يتضح جليا من خلال النقوش المرصعة على المدافع. ثم تمت عملية صب حديد هذه القطع في إشبيلية أو برشلونة بين 1743 و1782. يبلغ طول بنادق المدافع 3.25 متر بعيار يبلغ 150 ميليمترا مقابل مقطع عرضي يبلغ 450 ميليمتر، صممت لإطلاق قاذفات تزن 5 كيلوغرامات إلى مسافة تقارب 1500 متر.
تم تنفيذ آخر ترميم لسقالة الميناء من قبل مكتب تطوير واستغلال الموانئ ومفتشية الآثار التاريخية ومواقع الصويرة.

## معرض الصور

معرض الصور
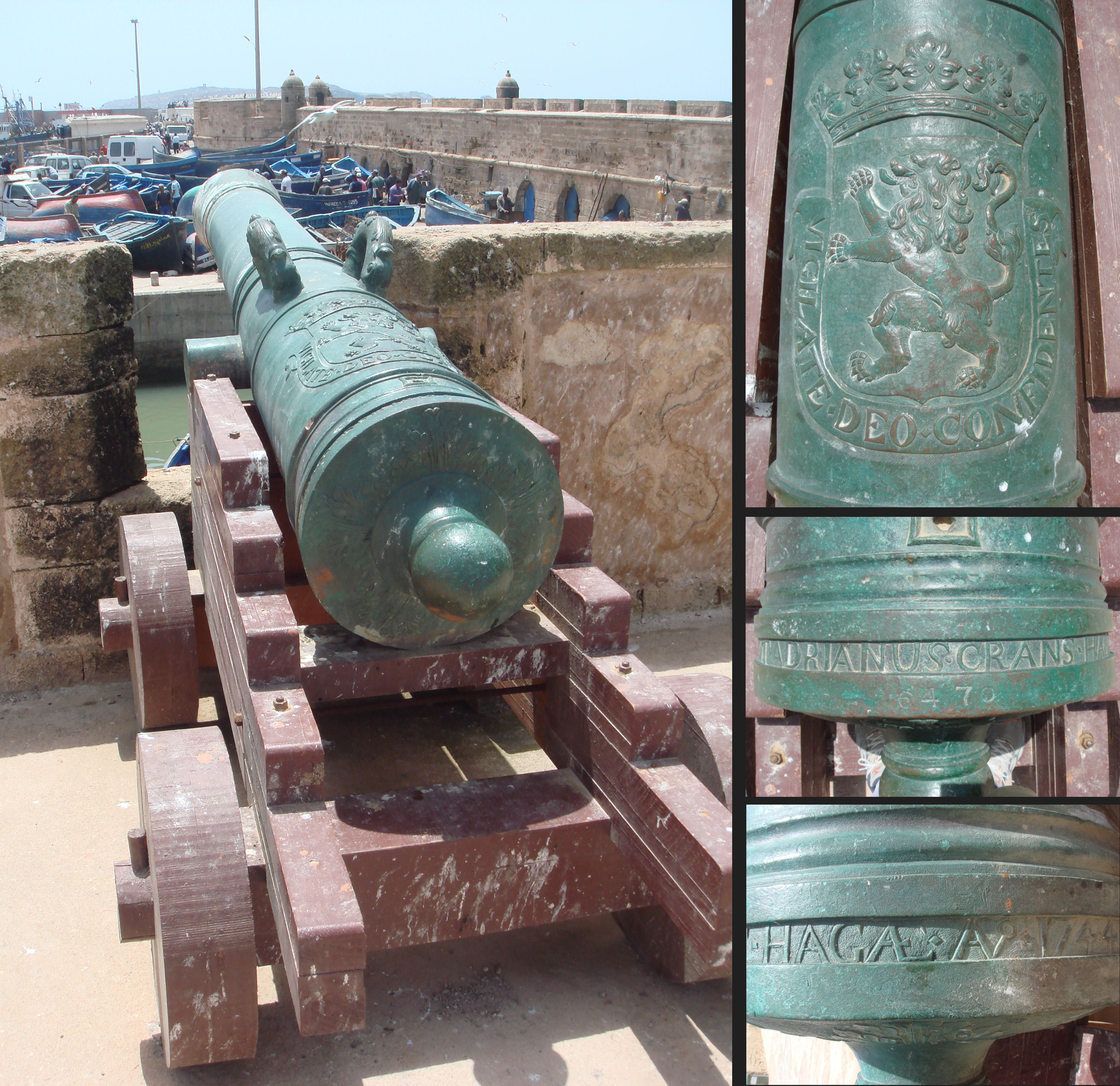
مدفع هولندي يعود تاريخه إلى عام 1744 للدفاع عن ميناء الصويرة داخل سقالة الميناء.
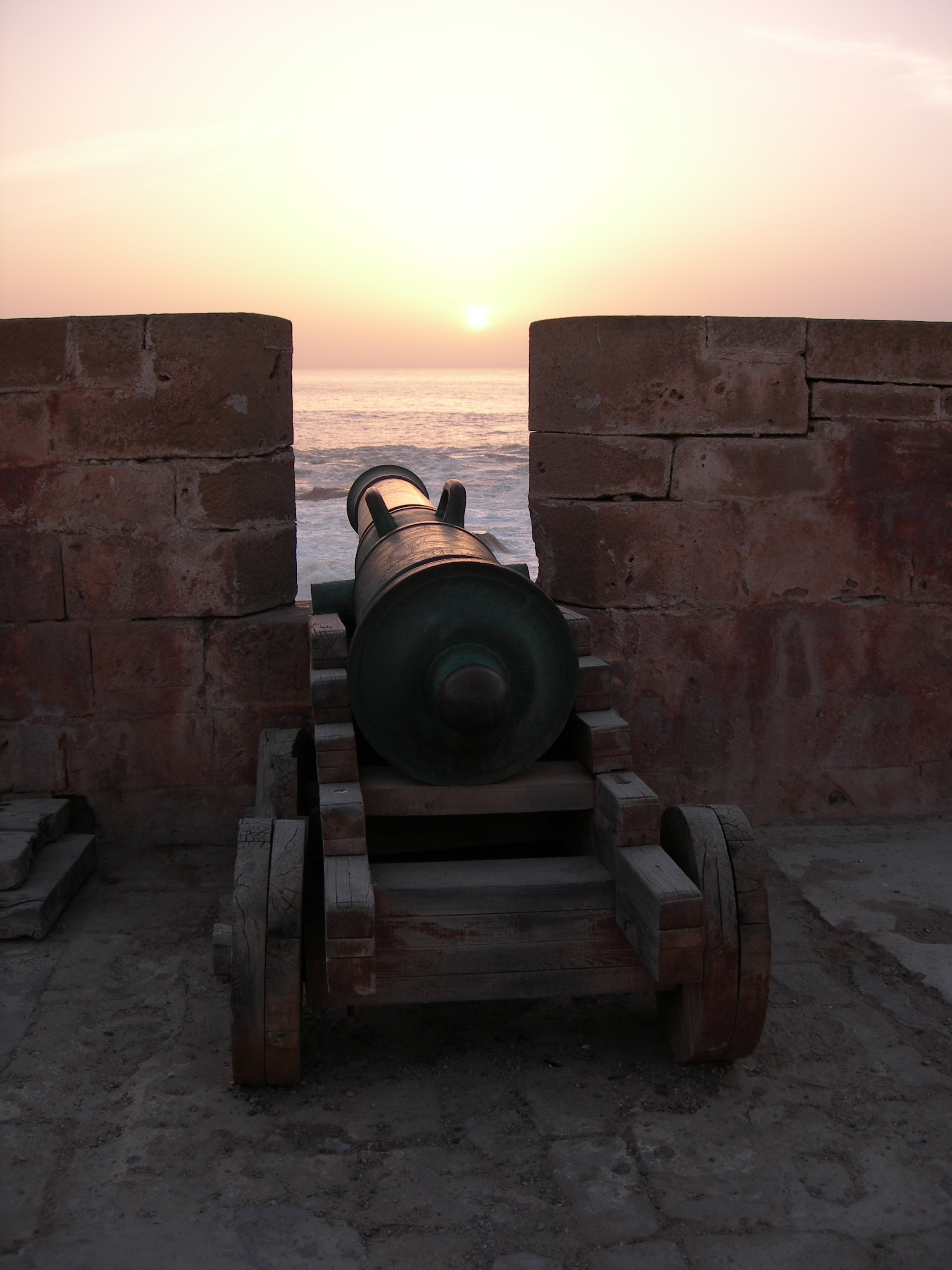
غروب الشمس مع أحد المدافع.

### مؤلفات
- Abdelkader, Mana (2005). Essaouira (بالفرنسية). Casablanca: Eddif. p. 215. ISBN:9981896446. Mana2005. Archived from the original on 2022-01-02. {{استشهاد بكتاب}}: الوسيط غير المعروف |sous-titre= تم تجاهله (help)